# Близнецы (пьеса)
«Близнецы» — комедия древнегреческого драматурга Менандра (IV—III века до н. э.), от которой сохранился только один короткий фрагмент, приведённый другим античным автором: «Пойдёшь гулять со мной, одета в рубище, // Как некогда жена Кратета-киника» (фрг. 258). 
О времени написания и сюжете пьесы ничего не известно. Предположительно главным сюжетным мотивом была путаница, связанная с удивительным внешним сходством двух братьев (позже на этом построил комедию «Два Менехма» Плавт).